# Tettigidea cuspidata
Tettigidea cuspidata är en insektsart som beskrevs av Scudder, S.H. 1875. Tettigidea cuspidata ingår i släktet Tettigidea och familjen torngräshoppor. Inga underarter finns listade i Catalogue of Life.